# Uintah
Uintah és una població dels Estats Units a l'estat de Utah. Segons el cens del 2000 tenia 1.127 habitants.

## Demografia
Segons el cens del 2000, Uintah tenia 1.127 habitants, 365 habitatges, i 290 famílies. La densitat de població era de 430,8 habitants/km².
Dels 365 habitatges en un 42,2% hi vivien nens de menys de 18 anys, en un 72,6% hi vivien parelles casades, en un 3,8% dones solteres, i en un 20,3% no eren unitats familiars. En el 15,9% dels habitatges hi vivien persones soles el 6,8% de les quals corresponia a persones de 65 anys o més que vivien soles. El nombre mitjà de persones vivint en cada habitatge era de 3,09 i el nombre mitjà de persones que vivien en cada família era de 3,51.
Per edats la població es repartia de la següent manera: un 32,1% tenia menys de 18 anys, un 9,9% entre 18 i 24, un 27,3% entre 25 i 44, un 21,7% de 45 a 60 i un 9% 65 anys o més.
L'edat mediana era de 33 anys. Per cada 100 dones de 18 o més anys hi havia 105,1 homes.
La renda mediana per habitatge era de 52.300 $ i la renda mediana per família de 54.519 $. Els homes tenien una renda mediana de 45.903 $ mentre que les dones 30.268 $. La renda per capita de la població era de 21.424 $. Entorn de l'1,6% de les famílies i el 2% de la població estaven per davall del llindar de pobresa.

## Poblacions més properes
El següent diagrama mostra les poblacions més properes.